# Matt Mooney
Matthew „Matt” Mooney (ur. 7 lutego 1997) – amerykański koszykarz, występujący na pozycji rzucającego obrońcy.
14 października 2019 został zwolniony przez Memphis Grizzlies.
15 stycznia 2020 zawarł umowę z Cleveland Cavaliers na występy zarówno w NBA, jak i zespole G-League – Canton Charge. 19 grudnia opuścił klub.
21 grudnia 2021 podpisał 10-dniową umowę z New York Knicks. 31 grudnia 2021 zawarł kolejny, identyczny kontrakt. Po jego wygaśnięciu opuścił klub.

## Osiągnięcia
Stan na 15 stycznia 2022, na podstawie, o ile nie zaznaczono inaczej.
NCAA
- Wicemistrz NCAA (2019)
- Mistrz sezonu regularnego:
  - Ligi Summit (2017)
  - Big 12 (2019)
- Transfer roku Summit League (2017)
- Zaliczony do:
  - I składu:
    - NCAA Final Four (2019)[8]
    - defensywnego Big 12 (2019)
    - nowo przybyłych zawodników:
      - Ligi Summit (2017)
      - Big 12 (2019)

    - turnieju Ligi Summit (2017, 2018)

  - Ligi Summit (2017, 2018)
  - II składu Big 12 (2019)
- Zawodnik tygodnia Summit League (27.02.2017)